# F Magazine
F Magazine est une revue mensuelle féministe qui a été lancée par le Groupe expansion le 1er janvier 1978 et qui a disparu en octobre 1984, après différentes tentatives de changement de formule.

## Historique
La directrice de la rédaction de F Magazine était Claude Servan-Schreiber, secondée par Benoîte Groult, qui était à la fois directrice adjointe et éditorialiste. La couverture du premier numéro offrait en photo Claire Bretécher, avec un de ses dessins tatoué sur l'épaule. Le titre était : « L'humour change de sexe ».
Revue intellectuelle et engagée, le journal n'est cependant pas arrivé à rallier les féministes pures et dures qui le considéraient comme « bourgeois ». De fait, le style du mensuel va changer au fil des années avec un objectif de rentabilité imposé dès le début des années 1980. On y parlera de mode et de consommation à l'instigation du Groupe Expansion, qui ne souhaite plus financer un journal d'opinion déficitaire. 
Mais à la suite de ces choix de stratégie commerciale le magazine perd son public féministe et ne parvient pas à toucher un autre public. Il disparaît en décembre 1981, après son n°44. Il reparait sous un autre nom : Le nouveau F de février 1982 à mai 1983 (15 numéros). Il connait une troisième version sous le nom de F en juillet 1983, jusqu'en septembre 1984 (16 numéros). L'ultime version, sous le nom de Femme, paraît pour son premier numéro en octobre 1984.

## Membres de la rédaction
Liste non exhaustive
Paula Jacques, Nicole Chaillot, Françoise Salmon, Fabian Gastellier, Nicole Bamberger, Henriette Bichonnier, Myriam Anissimov, Martine Storti, Corinne Lellouche, etc.

## Archives
La bibliothèque Marguerite-Durand (13e arrondissement de Paris) en conserve la collection complète.